# Calligra Suite
Calligra Suite est une suite bureautique publiée sous les licences libres GNU GPL et LGPL. Elle est issue d'un fork de KOffice, à la suite d'une mésentente survenue entre les développeurs à la fin de l'année 2010, coïncidant avec le déménagement du dépôt Subversion de KDE vers git. À cette occasion, le logiciel de dessin Krita et la base de données Kexi n'avaient pas été transférés,,. Les deux projets sont développés séparément.

## Composants
Calligra Suite comprend de nombreux composants, qui peuvent être utilisés individuellement, notamment :
- un logiciel de traitement de texte : Calligra Words
- un tableur : Calligra Sheets (en)
- un logiciel de présentation : Calligra Stage (en)
- un logiciel de gestion de projets : Plan
- un logiciel de création de diagrammes : Calligra Flow
- un logiciel de dessin avancé : Krita
- un logiciel de gestion de base de données : Kexi
- un outil de dessin vectoriel : Karbon
- un outil de mind mapping : Braindump
- un outil de création d'ebooks : Author

Ces applicatifs peuvent être utilisés en tant qu'applications indépendantes ou intégrés dans une interface unique.
Calligra est compatible avec les formats OpenDocument.